# 23e gala Québec Cinéma
 (mai 2024).
Le 23e gala Québec Cinéma a lieu le 6 juin 2021 pour honorer les réalisations du cinéma québécois en 2020. 
Le gala en direct est animé par la comédienne Geneviève Schmidt. En raison de la pandémie de Covid-19, les nommés présents dans le théâtre sont répartis de manière à maintenir les exigences de distanciation sociale.
Les nominations sont annoncées le 26 avril. Les films les plus nommés sont La Déesse des mouches à feu d'Anaïs Barbeau-Lavalette et Souterrain de Sophie Dupuis.
En raison de l'impact de la pandémie sur la performance des films au box-office québécois, les règles de nominations pour le Prix du public sont modifiées. Plutôt que de se limiter aux cinq films ayant enregistré le plus grand nombre d’entrées dans les salles québécoises comme c'était le cas les années précédentes, Québec Cinéma décide de rendre admissibles les 16 longs métrages de fiction ayant bénéficié d'une sortie en salles. Le 7 mai, après une polémique sur la non-nomination du documentaire Les Rose sur la crise d'Octobre, 16 films documentaires sont ajoutés, portant à 32 le nombre total de films éligibles à cette catégorie,. Le Club Vinland, La Déesse des mouches à feu, Je m'appelle humain, Jusqu'au déclin et Les Rose sont sélectionnés comme finalistes le 27 mai à l'issue d'un premier tour de vote du public.
Le gala des artisans, remettant les prix dans les catégories artisanales et techniques, est tenu le 3 juin 2021. La Déesse des mouches à feu remporte le prix Iris du meilleur film à l'annonce des gagnants, le 6 juin.

## Palmarès
| Meilleur film | Meilleure réalisation |
| --- | --- |
| - La Déesse des mouches à feu — Luc Vandal - Mon année à New York — Luc Déry, Kim McCraw, Ruth Coady, Susan Mullen - Nadia, Butterfly — Dominique Dussault - Souterrain — Étienne Hansez - Le Club Vinland — Chantal Lafleur | - Anaïs Barbeau-Lavalette, La Déesse des mouches à feu - Sophie Dupuis, Souterrain - Philippe Falardeau, Mon année à New York - Benoît Pilon, Le Club Vinland - Daniel Roby, Target Number One |
| Meilleur acteur | Meilleure actrice |
| - Sébastien Ricard, Le Club Vinland - Réal Bossé, Jusqu'au déclin - Paul Doucet, Les Nôtres - Patrick Hivon, Mont Foster - Antoine Olivier Pilon, Suspect numéro un | - Émilie Bierre, Les Nôtres - Marie-Evelyne Lessard, Jusqu'au déclin - Margaret Qualley, Mon année à New York - Sarah Sutherland, Comme une maison en feu - Karelle Tremblay, Death of a Ladies' Man |
| Meilleur acteur de soutien | Meilleure actrice de soutien |
| - Théodore Pellerin, Souterrain - Normand D'Amour, La Déesse des mouches à feu - Rémy Girard, Le Club Vinland - James Hyndman, Souterrain - Robin L'Houmeau, La Déesse des mouches à feu | - Caroline Néron, La Déesse des mouches à feu - Sophie Desmarais, Vacarme - Marianne Farley, Les Nôtres - Éléonore Loiselle, La Déesse des mouches à feu - Sigourney Weaver, Mon année à New York |
| Révélation de l'année | Meilleur scénario |
| - Kelly Depeault, La Déesse des mouches à feu - Jasmine Lemée, Mon cirque à moi - Rosalie Pépin, Vacarme - Joakim Robillard, Souterrain - Arnaud Vachon, Le Club Vinland | - Sophie Dupuis, Souterrain - Normand Bergeron, Benoît Pilon et Marc Robitaille, Le Club Vinland - Philippe Falardeau, Mon année à New York - Catherine Léger, La Déesse des mouches à feu - Daniel Roby, Suspect numéro un |
| Meilleur film documentaire | Meilleur court-métrage documentaire |
| - Errance sans retour — Mélanie Carrier, Olivier Higgins - Je m'appelle humain — Kim O'Bomsawin, Andrée-Anne Frenette - The Forbidden Reel (en) — Ariel Nasr (en), Kat Baulu, Sergeo Kirby - Tant que j'ai du respir dans le corps (en) — Steve Patry (en) - Wintopia (en) — Mira Burt-Wintonick (en), Annette Clarke, Bob Moore                                                                      | - Le Frère — Jérémie Battaglia, Amélie Lambert Bouchard - Port d'attache — Laurence Lévesque, Élise Bois - Life of a Dog — Danae Elon (en), Rosana Matecki, Paul Cadieux - Clebs (en) — Halima Ouardiri - Nitrate — Yousra Benziane |
| Meilleur court-métrage de fiction | Meilleur court-métrage d'animation |
| - Écume (en) — Omar Elhamy, Jonathan Beaulieu-Cyr, Paul Chotel - Aniksha (en) — Vincent Toi, Guillaume Collin - Goodbye Golovin — Simon Corriveau-Gagné, Mathieu Grimard - Lune (en) — Zoé Pelchat, Mélanie S. Dubois - Comme une comète (en) — Ariane Louis-Seize, Fanny Drew, Sarah Mannering | - La Saison des hibiscus (en) — Éléonore Goldberg - Barcelona de Foc — Theodore Ushev - The Fourfold — Alisi Telengut - Moi, Barnabé (en) — Jean-François Lévesque (en) - In the Shadow of the Pines — Anne Koizumi |
| Meilleure direction artistique | Meilleurs costumes |
| - Patrice Bengle et Louise Tremblay, Le Club Vinland - Élise de Blois et Claude Tremblay, Mon année à New York - Sylvain Lemaitre et Louisa Schabas, Blood Quantum - David Pelletier, Mon cirque à moi - David Pelletier, Suspect numéro un | - Francesca Chamberland, Le Club Vinland - Caroline Bodson, Souterrain - Patricia McNeil et Ann Roth, Mon année à New York - Noémi Poulin, Blood Quantum - Sharon Scott, Mon cirque à moi |
| Meilleure direction de la photographie | Meilleure direction de la photographie d'un film documentaire |
| - Mathieu Laverdière (en), Souterrain - Jonathan Decoste (en), La Déesse des mouches à feu - François Gamache (en), Le Club Vinland - Sara Mishara, Mon année à New York - Tobie Marier Robitaille (en), La Nuit des rois | - Olivier Higgins et Renaud Philippe, Errance sans retour - Sarah Baril Gaudet, Passage - Hugo Gendron et Michel Valiquette, Je m'appelle humain - Mathieu Perrault Lapierre, The 108 Journey - Marianne Ploska, Prière pour une mitaine perdue |
| Meilleur montage | Meilleur montage d'un film documentaire |
| - Stéphane Lafleur, La Déesse des mouches à feu - Aube Foglia, La Nuit des rois - Michel Grou, Souterrain - Arthur Tarnowski, Jusqu'au déclin - Yvann Thibaudeau, Suspect numéro un | - Olivier Higgins and Amélie Labrèche, Errance sans retour - Anouk Deschênes, Wintopia - Annie Jean, Le Château - Annie Jean, The Forbidden Reel - Alexandre Lachance, Je m'appelle humain |
| Meilleure musique originale | Meilleure musique originale d'un film documentaire |
| - Martin Léon, Mon année à New York - Olivier Alary, La Nuit des rois - Patrice Dubuc et Gaëtan Gravel, Souterrain - Guido Del Fabbro et Pierre Lapointe, Le Club Vinland - Jean-Phi Goncalves, Éloi Painchaud et Jorane Pelletier, Suspect numéro un | - Justin Guzzwell, Tyr Jami et Eric Shaw, Sœurs : Rêve et variations - Tom Brunt, Prière pour une mitaine perdue - Martin Dumais, Errance sans retour - Mathieu Perrault Lapierre, The 108 Journey - Claude Rivest, Jongué, carnet nomade |
| Meilleur son | Meilleur son film documentaire |
| - Luc Boudrias, Frédéric Cloutier et Patrice LeBlanc, Souterrain - Pierre-Jules Audet, Emmanuel Croset et Michel Tsagli, La Nuit des rois - Sylvain Bellemare, Bernard Gariépy Strobl et François Grenon, Jusqu'au déclin - Sylvain Bellemare, Paul Col, Bernard Gariépy Strobl et Martyne Morin, La Déesse des mouches à feu - Stéphane Bergeron, Olivier Calvert et Martyne Morin, Nadia, Butterfly | - Marie-Andrée Cormier, Olivier Germain et Marie-Pierre Grenier, Prière pour une mitaine perdue - Pierre-Jules Audet, Luc Boudrias, Olivier Higgins et Kala Miya, Errance sans retour - Stéphane Barsalou, Claude Beaugrand et Julie Innes, Le Château - Benoît Dame et Catherine Van Der Donckt, Jongué, carnet nomade - Olivier Germain et Marie-Pierre Grenier, Wintopia |
| Meilleure coiffure | Meilleur maquillage |
| - Johanne Paiement, La Déesse des mouches à feu - Michelle Côté, Mon année à New York - Stéphanie DeFlandre, Mon cirque à moi - André Duval, Le Club Vinland - Marcelo Padovani, Blood Quantum | - Joan-Patricia Parris, Nancy Ferlatte et Erik Gosselin, Blood Quantum - Audray Adam et Sandra Ruel, Souterrain - Kathryn Casault, La Déesse des mouches à feu - Larysa Chernienko et Natalie Trépanier, Suspect numéro un - Dominique T. Hasbani, Jusqu'au déclin |
| Meilleurs effets visuels | Meilleure distribution des rôles |
| - Sébastien Chartier, Jean-François « Jafaz » Ferland et Marie-Claude Lafontaine, Jusqu'au déclin - Michael Beaulac et Marie-Hélène Panisset, Suspect numéro un - Barbara Rosenstein et Josh Sherrett, Blood Quantum | - Murielle La Ferrière et Marie-Claude Robitaille, La Déesse des mouches à feu - Deirdre Bowen, Heidi Levitt, Bruno Rosato et Supattra Punyadee, Suspect numéro un - Marjolaine Lachance, Souterrain - Marjolaine Lachance, Les Nôtres - Pierre Pageau et Daniel Poisson, Le Club Vinland                                                                                   |
| Meilleur premier film | Prix du public |
| - Vacarme — Neegan Trudel - Félix et le trésor de Morgäa — Nicola Lemay - Jusqu'au déclin — Patrice Laliberté | - Les Rose - Le Club Vinland - La Déesse des mouches à feu - Jusqu'au déclin - Je m'appelle humain |
| Prix Iris-Hommage | |
| - Association coopérative de productions audio-visuelles (ACPAV) | |